# Stor-Tickuln
Stor-Tickuln är en sjö i Uppsala kommun i Uppland och ingår i Skeboåns huvudavrinningsområde.